# Gerrit Jan Polderman
Gerrit Jan Polderman (Arnhem, 29 januari 1947 – Leeuwarden, 21 februari 2017) was een Nederlands politicus van de VVD.
Voor hij de politiek in ging heeft was hij jarenlang werkzaam in het bedrijfsleven: vier jaar bij Philips in Eindhoven, acht jaar bij Heidemij in Arnhem en vier jaar bij het Nederlands Verbond van Ondernemers in de Bouwnijverheid (NVOB). Bij de NVOB was Polderman ook regionaal secretaris.
In 1982 werd hij gemeenteraadslid in Arnhem en vier jaar later volgde zijn benoeming tot burgemeester van de toenmalige Overijsselse gemeente Wijhe. Vanaf september 1996 was Polderman de burgemeester van de Friese gemeente Tietjerksteradeel. Begin 2005 was hij daarnaast ook nog enkele maanden de waarnemend burgemeester van Boornsterhem. Op 1 januari 2011 ging Polderman met pensioen waarna Eric ter Keurs hem opvolgde. Van december 2011 tot september 2012 was Polderman waarnemend burgemeester van Smallingerland. Hij nam de plaats in van Bert Middel en werd opgevolgd door Tjeerd van Bekkum.
Polderman is dinsdag 21 februari 2017 op zeventigjarige leeftijd in Leeuwarden overleden.